# Оборона Великих Лук
Оборона Великих Лук — бойові дії Червоної армії з оборони міста Великих Лук, що тривали 43 дні — з 16 липня по 27 серпня і є складовою частиною Битви за Смоленськ.

## Передумови
На початку червня 1941 року містяни збудували оборонні лінії за 3-5 кілометрів від міста по лінії Невель — Новосокольники — окопи, протитанкові рови, дзоти, мінування місцевості, дротяні загородження, пастки.
29 червня з міста починається евакуація підприємств та організацій. 2 липня літаки Люфтваффе здійснюють перше бомбардування міста, на залізничному вузлі вибухнув ешелон з боєприпасами. 4 липня частини німецької 3-ї танкової групи вийшли на рубіж Західної Двіни за підтримки з повітря пікіруючих бомбардувальників 8-го авіакорпусу люфтваффе.
5 липня нацистські сили поновлюють наступ по всьому фронту оборони 22-ї армії; в Великих Луках формуються загони народного ополчення, які досягли числа 1200 людей. 
В ході боїв німецькі сили провели три наступальні операції, з них дві невдалі, Червона армія — два наступи, в ході першого 21 липня були зайняті Великі Луки, другий наступ трива півтора дня і результатів не приніс. З нацистської сторони в боях були задіяні 7 піхотних дивізій та 1 моторизований корпус.
6 липня німецькі сили продовжували наступ на позиції 98-ї та 174-ї стрілецьких дивізій, в ході яких один радянський полк був буквально зім'ятий і неорганізовано відступив.
7 липня після артилерійської підготовки сили нацистської 3-ї танкової групи разом з частиною групи армій «Північ» переходять в загальний наступ.
8 липня нацистські літаки почали бомбардувати Невель. Того дня німецькі війська продовжували наступ в полосі дії радянського піхотного корпусу, 20-та танкова дивізія продовжила наступ на Вітебськ, переслідуючи відступаючі частини 186-ї дивізії.
Оборона міста тривала 35 днів, за цей час нацистські війська в ході наступів змогли взяти війська, що оборонялися, в два «котли», оточені з боєм прориваються.
До вечора 13 липня правий фланг 170-ї стрілецької дивізії відходить на схід під ударами чотирьох німецьких стрілецьких полків, фронт дивізії розірвано; оборона 112-ї дивізії була прорвана в двох місцях.
14 липня німецька 19-та танкова дивізія проривається через Полоцький укріпрайон та розгортає наступ на Невель, замикаючи кільце оточення, їй назустріч рухається 12-та піхотна дивізія. Радянська 179-та стрілецька дивізія під селом Забельє в бою зазнала значних втрат, загинули командир дивізії полковник Олександр Йосипович Устинов, батальйонний комісар Д. Я. Продеус та інші штабісти, до 16 липня був відсутній зв'язок зі всім 62-м корпусом. Залишки дивізії виведені з бою та перекинуті на доукомплектацію в Великі Луки.

## Хід боїв
16 липня нацистські сили займають Невель та рушають на Великі Луки. Німецьким військам вдається оточити радянський 51-й стрілецький корпус; почалися бої на дальніх підступах до Великих Лук — Поречьє, та ближніх — у передмістях та в міських кварталах. Радянські війська займають оборонні позиції за 15-20 кілометрів від Великих Лук, на річці Ловать.
Під Невелем 170-та стрілецька дивізія розчленована на дві частини, котрі окремо виходили з оточення до 23 липня.
Увечері 18 липня нацистські сили займають місто Великі Луки. З'єднання радянської 22-ї армії тримають оборону вище Великих Лук на річці Ловать та озері Двіньє.
В ніч на 19 липня вздовж шосе Невель — Ленінград прориваються з оточення залишки 98-ї та 112-ї стрілецьких дивізій. З отчоння вийшли тільки залишки дивізій, том у утворюються з них 98-й та 112-й полк.
20 липня 98-ма та 112-та дивізії 51-го стрілецького корпусу 22-ї армії вириваються з оточення; залишки дивізій зводяться у зведені полки та займають оборону по річці Ловать. Близько 11-ї години ночі 20 липня радянські війська 29-го стрілецького корпусу 22-ї армії розпочали контрнаступ, внаслідок якого до 10-ї ранку 21 липня місто було відбите. В ході вуличних боїв два танки Т-34 під керунком лейтенанта Журука підбили 9 німецьких танків. Німецькі сили були відкинуті на 5-6 кілометрів від міста.
Оборону Великолуцького району тримали 46-та танкова, 126-та, 179-та та 214-та стрілецькі дивізії.
21 липня в зоні оборони Старих Лук виривається з оточення 174-та дивізія комбрига О. І. Зигіна 62-го стрілецького корпусу.
В ході боїв 26-27 липня радянські сили були вибиті з рубежа Стара Ріка — Ладохіно — Кодотково — Городець, під Невелем діяла нацистська 110-та дивізія, перекинута із Франції.
27 липня німецькі війська розпочали наступ, котрий тривав до 2 серпня. В цьому часі під містом почали діяти по ночах партизанські загони.
З 3 по 20 серпня під містом тривали позиційні бої.
Опівдні 21 серпня поновили наступ радянські війська — 126-та стрілецька дивізія 29-го корпусу, 214-та 51-го стрілецького корпусу, 174-та та 186-та дивізії 62-го стрілецького корпусу 22-армії. До кінця дня їм вдалося просунутися вглиб німецької оборони на 3-5 кілометрів у напрямі Поречьє — Невель. 179-та дивізія полковника М. Г. Гвоздєва, що тримала оборону північніше на Ловаті, в ході наступу вибила нацистів з села Бабіно, просунувшись вглиб оборони противника на 4 кілометри.
22 серпня о 2-й годині ночі німецькі сили — 19-та та 20-та танкові дивізії 57-го мотокорпусу — йдуть в контрнаступ у полосі 186-ї радянської стрілецької дивізії — за переважання танків та авіації. В ході наступних боїв радянські війська були розсічені та оточені в двох «котлах»; на лівому фланзі 22-ї армії 186-та стрілецька дивізія вибита з сіл Ушиці, Великопольє, Жигалово, Назимово, Піски та станції Кунья — наступали нацистські 110-та, 206-та піхотні та 19-та і 20-та танкові дивізії.
23 серпня німецькі частини виходять до району Ушиці — Кунья та оточують основні сили 22-ї армії. В ніч на 24 серпня полки 179-ї стрілецької дивізії зосереджуються біля села Ушані, вночі під бомбардуванням прориваються з оточення через Ушиці.
24 серпня в другій половині дня після отримання дозволу від командування начальник Великолуцького гарнізону генерал-майор Т. К. Силкін та комісар 48-ї танкової дивізії віддають наказ про відхід радянських частин з міста та прорив з оточення.
25 серпня нацистські сили повторно займають Великі Луки, прорвавши лівий фланг оборони 22-ї армії, захопили станцію Великопольє, радгосп Ушиці, знаходяться за 10 кілометрів від озера Кодосно, 29-та армія вела бої на фронті Великі Луки — Плаксіно. Того ж дня радянське командування віддає наказ відійти на рубіж оборони річка Черность — Дубровка — Починки — Борсуки — Пятницьке — Тарасовка.
До 27 серпня продовжувалися бої радянських військ, що проривалися з оточення.

## Втрати
Фон Бок у своїх звітах зазначав, що в котлах під Великими Луками було полонено 34000 радянських військових та захоплено понад 300 гармат. За даними радянської 22-ї армії, в кінці серпня — на початку вересня в боях було вбито та полонено 44000 військових; разом з військовими інших частин і народним ополченням втрати орієнтовно рахуються на 50000. Станом на 20 серпня в 22-й армії знаходилося 71600 військових, з оточення станом на 7 вересня 1941 року вийшло 20000, протягом 21-27 серпня евакуйовано 7270 поранених, не вийшло з оточення 44310. Небо над Великими Луками захищав 29-й винищувальний авіаполк — в грудні 1941 року полку присвоєно звання 1-го гвардійського винищувального авіаполку. 
У загальному співвідношенні з обидвох сторін в боях за Великі Луки брали участь по 80000-110000 військових. В кінці серпня у складі 46-ї танкової дивізії вибуло із строю більше половини особистого складу, лишилося 2 танки та не було жодної гармати. У вересні 1941 року на радянський оборонний рубіж поблизу Андреаполя в загальному числі з серпня вийшло до 30 % особового складу 22-ї армії. При відступі комдив 48-ї танкової дивізії полковник Д. Я. Яковлєв відмовився виконувати силами знекровленої дивізії абсурдний наказ про наступ; через це він був зміщений з посади, арештований та 5 вересня розстріляний, місце поховання невідоме.
1988 року виконком Смоленської міської ради присвоїв посмертно генерал-лейтенанту М. Ф. Лукіну звання «Почесний громадянин Смоленська», 1993 — Герой Російської Федерації. Партизанка Віра Іванівна Кравченко в своїх спогадах писала, що з дозволу 179-ї стрілецької дивізії Миколи Григоровича Гвоздєва кілька днів поротно йшли червоноармійці до церкви за благословінням в бій, і багато з них охрестилися.